# Windy Ridge
Windy Ridge est une banlieue de la cité d’Auckland, située dans l’île du Nord de la Nouvelle-Zélande.

## Situation
Elle est localisée dans le secteur de North Shore.

## Gouvernance
Elle est sous la gouvernance locale du Conseil d'Auckland.

## Population
Windy Ridge avait une population de 3 054 personnes en 1996, pour 3 111 résidents en 2001 et 3 375 personnes en 2006.

## Éducation
L’école de Windy Ridge School  est une école mixte contribuant au primaire, allant de l’année 1 à 6, avec un taux de décile de 7 et un effectif de 198 élèves .
L’école comprend deux salles de classe et est satellite de l’école Wilson School (en) pour accueillir des étudiants ayant des déficiences intellectuelles et ou physiques .